# Панцерваффе

Штандарт танкових військ вермахту

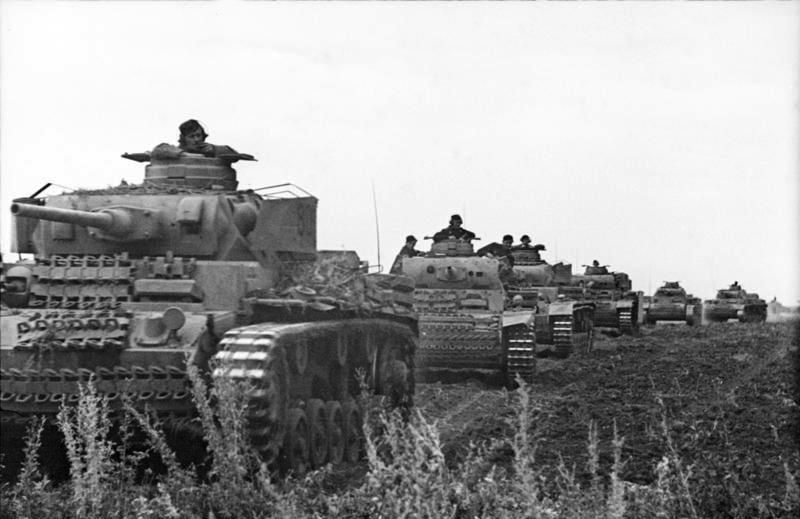
Німецька танкова колона (Pz Kpfw III), червень 1943

Панцерваффе (нім. Panzerwaffe) — танкові війська нацистської Німеччини, що входили до складу сухопутних військ вермахту (нім. Heer) і військ СС. Так вони називалися з 1936 по 1945 рік.

## Історія
Після того, як Гітлеру стало відомо, що країни-учасниці Версальського договору знають про навмисні порушення положень цього договору з боку Німеччини, 9 березня 1935 року він оголосив про створення люфтваффе — німецьких військово-повітряних сил. Реакція західних країн-учасниць договору виявилася настільки слабкою, що вже через тиждень Гітлер зовсім відмовився від дотримання Версальського договору. Військо могло почати розширення до 36 дивізій. 15 жовтня 1935 року назвали «днем народження» панцерваффе.
Танковим військам в Німеччині приділяли чималу увагу. Адольф Гітлер постійно вимагав збільшити кількість виробництва танків, хоча тих цифр, яких бажало німецьке командування, через брак сировини й виробничих потужностей досягти так і не вдалося.
Початок танкобудування в Німеччині зазвичай пов'язують з приходом до влади нацистів, хоча це не зовсім так. Ще в 1931 році інспектор автомобільних військ рейхсверу генерал-майор Освальд Люц запропонував створити великі танкові з'єднання, а досягнуті на той час результати розробки танків у Веймарській республіці він вважав незадовільними. Перебуваючи під сильним впливом начальника свого штабу, підполковника Гайнца Ґудеріана, він наказав приступити до проєктування броньованої машини масою 5 тонн для використання її в навчальних цілях (єдина поступка Версальського договору). По цей час для цього у військах застосовувалися дерев'яні макети танків, змонтовані на легкових автомобілях та велосипедах. Також випускалися легкі танки під виглядом тракторної техніки.
З 1925 року почалося військове співробітництво Німеччини з СРСР, 3 жовтня 1926 року був підписаний документ про створення спільної танкової школи під Казанню. Навчання в цьому закладі почали з весни 1929 року, працювала школа до 20 червня 1933 року. У ній одночасно навчалися не більше 12 осіб. Для німецької сторони за час роботи школи підготували до 30 офіцерів рейхсверу.
Крім того, Ґудеріану з іншими німецькими офіцерами довелося бути присутнім на англійських танкових навчаннях в Солсбері — можливо, там у майбутнього «батька моторизованої війни» зародилася ідея про глибокі та блискавичні танкові удари.

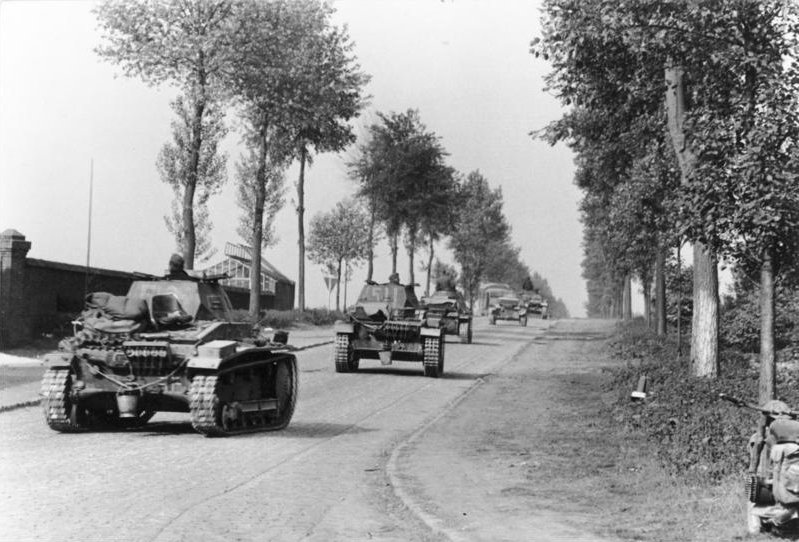
Німецька танкова колона в Бельгії, травень 1940

Panzer I став першим (1933) німецьким танком вермахту. Попри те, що ця машина призначалася для підготовки військових панцерваффе, досить довго Panzer був основою німецьких танків.
Із середини 1934 року разом із постачанням бойових машин у військо, почалося і розгортання танкових частин.
У 1935 році Еріх фон Манштайн у листі до генерала Бека описав ідею «штурмової артилерії», головним завданням якої була безпосередня підтримка піхоти. На основі цих порад до 1937 року була розроблена модель самохідної гармати Sturmgeschütz III (Штуг III), що стала найбільш широковживаною бронетехнікою вермахту.
Відоме висловлювання Ґудеріана:
|  | Победа идет по следам танков. |

Бронетанкові війська Вермахту користувалися не тільки розробками німецьких конструкторів. Широковживаними були чеські танки, які дісталися німцям унаслідок окупації Чехословаччини.
На 1 вересня 1939 року (початок Другої світової війни) вермахт мав 3190 танків, з них Pz Kpfw I — 1145, Pz Kpfw II — 1223, Pz Kpfw 35(t) — 219, Pz Kpfw 38(t) — 76, Pz Kpfw III — 98, Pz Kpfw IV — 211, 215 — командирські, 3 — вогнеметні, 5 штурмових гармат.
Втрати в Польській кампанії склали 198 машин.
На Східному фронті (Німецько-радянська війна)

### Перший період війни (1941—1942)
Напередодні нападу на СРСР загальна кількість танків і штурмових гармат у німецькому війську на 22 червня 1941 року складала (без вогнеметних) всього 3332 одиниці — проти 25 621 танка Червоної Армії (з яких справними були 19 997), у тому числі близько 1400 танків нових типів — Т-34-76 і КВ-1.

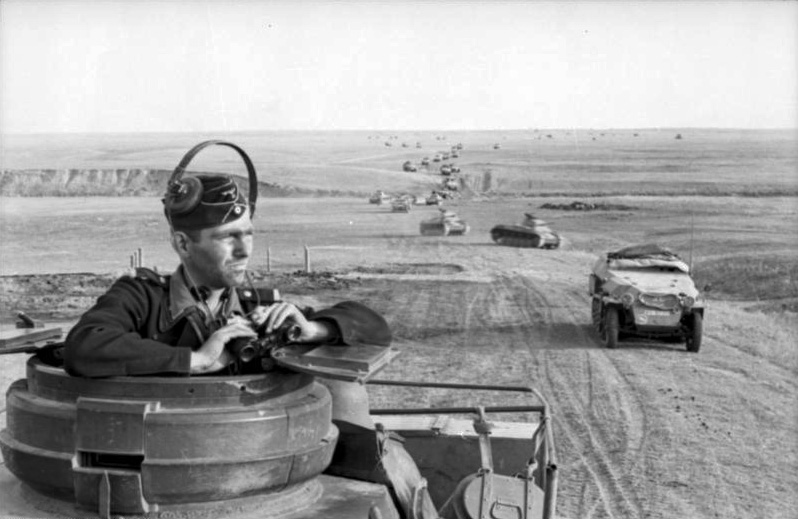
Колона бронетехніки під Сталінградом, 1942

За перший рік війни було втрачено 75—80 % танків панцерваффе.

### Третій період війни (1943—1944)
У цей час відбувалося технічне покращення німецьких збройних сил: кількість танків і САУ складала станом на 1 січня 1943 року — 7927 одиниць, станом на 1 січня 1944 року — 9149 одиниць, станом на 1 січня 1945 року — 12 990 одиниць. Це було результатом діяльності Шпеєра, Мільха та ін., під час військової мобілізації промисловості Німеччини, розпочатої в січні 1942 року, але наслідок цих дій проявився лише в 1943—1944 рр. Однак через величезні втрати на Східному фронті й брак палива для навчання танкістів, кількісний і якісний ріст військової техніки знизився.
Деякі танкові дивізії СС (1-а танкова дивізія СС «Лейбштандарт СС Адольф Гітлер», 2-а танкова дивізія СС «Райх», 3-тя танкова дивізія СС «Мертва голова» та 12-а танкова дивізія СС «Гітлер'югенд») були знищені неодноразово (наприклад, тільки в лютому 1945 року, при взятті Будапешта було розбито три дивізії СС: 8-а, 22-а і 33-я), а потім створювалися заново.
Загальні втрати німецьких танків, за радянськими офіційними даними, склали 32,5 тис. одиниць, причому більша їхня частина була знищена ВПТАПи  Винищувальний протитанковий артилерійний полк й танками РСЧА, в авіації потужність була значно нижчою.

### Відомі битви
- Бліцкриг в Бенілюксі й Північній Франції (травень 1940)
- Операція «Барбаросса» (червень 1941)
- Танкова битва під Дубном—Луцьком—Рівним (червень 1941)
- Битва під Сенно (липень 1941)
- Битва під Прохорівкою (липень 1943)
- Наступ в Арденнах (грудень 1944)
- Наступ під Балатоном (березень 1945)

## Структура

### Вермахт
- Танковий корпус
  - Танкова дивізія
    - Танковий полк
      - Танковий батальйон
        - Танкові роти[7]

Посади
- генерал танкових військ

### Війська СС
- Танкова дивізія СС мала не десять, як схожі з'єднання вермахту, а п'ятнадцять моторизованих рот, крім того, танкові полки були більшими (як правило, на один взвод у кожної танкової роти — замість 17, як у вермахту, у СС було 22 танки), а також мала ще й саперний батальйон, дві роти мостоукладальників, зенітний батальйон, батальйон постачання та мортирний дивізіон. Пізніше, у 1944 році, у складі танкової дивізії СС також доволі часто з'являлися мінометні дивізіони, озброєні переважно ракетними установками типу «Панцерверфер» на напівгусеничному ходу. Підрозділи важких танків військ СС завдяки танкам «Тигр» і «Королівський Тигр» були найпотужнішими танковими підрозділами під час війни;

- моторизована дивізія СС була майже схожою з вермахтською, проте мала в своєму складі не 14, а 15 рот, а також кулеметний, зенітний батальйон і батальйон постачання;

У військах СС було 7 танкових дивізій і 8 моторизованих дивізій.
Особовий склад шести танкових дивізій СС мав стандартні петлиці із зіґ-рунами (танкова дивізія СС «Мертва голова» мала петлиці із зображенням т. з. «мертвої голови»).
У 1944 р. німецькі танкісти отримали нову форму — маскувальну куртку з нагрудними кишенями.

## Склад

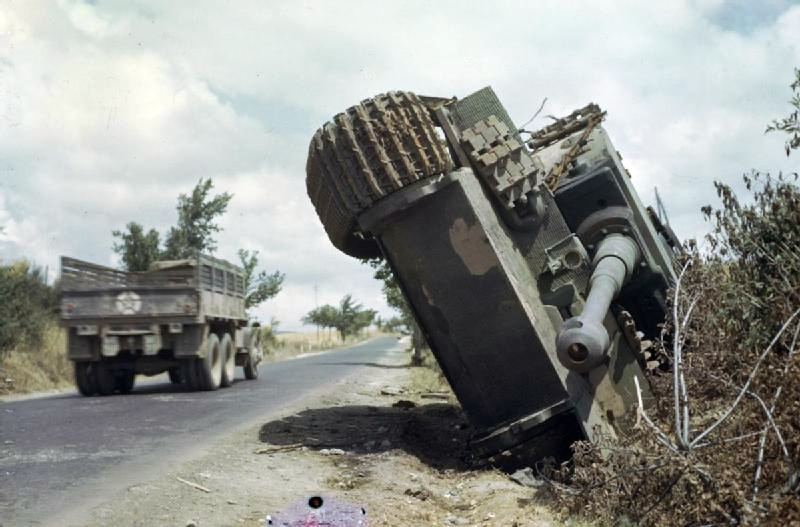
Перевернутий німецький «Тигр-I» у дорожньому кюветі й проїжджа американська вантажівка. 18 червня 1944. Італія, північніше Риму

### Номерні танкові дивізії
- 1-а танкова дивізія
- 2-а танкова дивізія
- 3-тя танкова дивізія
- 4-а танкова дивізія
- 5-а танкова дивізія
- 6-а танкова дивізія (колишня 1-а легка дивізія)
- 7-а танкова дивізія (колишня 2-а легка дивізія)
- 8-а танкова дивізія (колишня 3-тя легка дивізія)
- 9-а танкова дивізія (колишня 4-а легка дивізія)
- 10-а танкова дивізія
- 11-а танкова дивізія
- 12-а танкова дивізія (колишня 2-а моторизована дивізія)
- 13-а танкова дивізія (колишня 13-а моторизована дивізія ; згодом танкова дивізія «Фельдхеррнхалле II»)
- 14-а танкова дивізія (колишня 4-а піхотна дивізія)
- 15-а танкова дивізія (колишня 33-я піхотна дивізія; згодом 15-а моторизована дивізія)
- 16-а танкова дивізія (колишня 16-а моторизована дивізія)
- 17-а танкова дивізія (колишня 27-а піхотна дивізія)
- 18-а танкова дивізія (згодом 18-а артилерійська дивізія)
- 19-а танкова дивізія (колишня 19-а піхотна дивізія)
- 20-а танкова дивізія
- 21-а танкова дивізія (колишня 5-а легка дивізія)
- 22-а танкова дивізія
- 23-тя танкова дивізія
- 24-а танкова дивізія (колишня 1-а кавалерійська дивізія)
- 25-а танкова дивізія
- 26-а танкова дивізія (колишня 23-я піхотна дивізія)
- 27-а танкова дивізія
- 116-а танкова дивізія «Віндгунд» (нім. «Windhund» — «Хорт») (колишні 16-а моторизована дивізія та 179-а резервна танкова дивізія)
- 130-а навчальна танкова дивізія (згадується як просто Навчальна танкова дивізія)
- 155-а резервна танкова дивізія (колишня 155-а дивізія, 155-а дивізія (моторизована), 155-а танкова дивізія)
- 178-а запасна танкова дивізія
- 179-а резервна танкова дивізія (колишня 179-а дивізія, 179-а дивізія (моторизована), 179-а танкова дивізія)
- 232-а танкова дивізія (колишня навчальна танкова дивізія «Татри»)
- 233-я танкова дивізія (колишня 233-я дивізія (моторизована), 233-я моторизована дивізія, 233-я танкова дивізія, 233-я резервна танкова дивізія; згодом танкова дивізія «Кляузевіц»)
- 273-я резервна танкова дивізія

Підготовкою всіх екіпажів «Тигрів» займався 500-й навчальний танковий батальйон.

### Іменні танкові дивізії
- Танкова дивізія «Гольштейн» (нім. «Holstein» (не утворена повністю, увійшла до складу 18-ї моторизованої дивізії)
- Танкова дивізія «Кемпф» (нім. «Kempf»; частково вермахт, частково Війська СС)
- Танкова дивізія «Кляузевіц» (нім. «Clausewitz»; колишня 233-а танкова дивізія)
- Танкова дивізія «Курмарк» (нім. «Kurmark»; насправді була моторизованою дивізією «Курмарк»)
- Танкова дивізія «Мюнхеберг» (нім. «Müncheberg»)
- Танкова дивізія «Норвегія» (нім. «Norwegen»; не утворена повністю, увійшла до складу 25-ї танкової дивізії)
- Танкова дивізія «Сілезія» (нім. «Schlesien»; не утворена повністю, увійшла до складу 18-ї моторизованої дивізії)
- Танкова дивізія «Фельдгернгалле 1» (нім. «Feldherrnhalle»; колишня моторизована дивізія «Фельдгернгалле»)
- Танкова дивізія «Фельдгернналле 2» (нім. «Feldherrnhalle»; колишня 13-а танкова дивізія)
- Танкова дивізія «Ютербог» (нім. «Jüterbog»)
- Танкова навчальна дивізія (нім. «Lehr»)
- Танкова дивізія «Татри» (нім. «Tatra»; згодом навчальна танкова дивізія «Татри»; згодом 232-а танкова дивізія)

### Війська СС
- 1-й танковий корпус СС («Лейбштандарт СС Адольф Гітлер»)
- 2-й танковий корпус СС
- 3-й танковий корпус СС
- 4-й танковий корпус СС
- 7-й танковий корпус СС («Корпус ландскнехтів»)
- 6-а танкова армія СС (1944—1945)
- 11-а танкова армія СС (1945)

до складу яких, у різний час, входили:
- 1-а танкова дивізія СС «Лейбштандарт СС Адольф Гітлер»
- 2-а танкова дивізія СС «Райх»
- 3-тя танкова дивізія СС «Мертва голова»
- 5-а танкова дивізія СС «Вікінг»
- 9-а танкова дивізія СС «Гогенштауфен»
- 10-а танкова дивізія СС «Фрундсберг»
- 11-а добровольча моторизована дивізія СС «Нордланд»
- 12-а танкова дивізія СС «Гітлер'югенд»
- 17-а моторизована дивізія СС «Гец фон Берліхінген»
- 19-а танкова дивізія
- 23-тя добровольча моторизована дивізія СС «Недерланд» (1-а голландська)

Основні різновиди танків і самохідних гармат, які були на озброєнні панцерваффе:
- 40-а добровольча танкова дивізія СС «Фельдгеррнгалле» (колишня моторизована дивізія «Фельдгеррнгалле» і колишня 13-а танкова дивізія вермахту);
- 103-й танково-винищувальний полк СС (1-й румунський)[ru]

## Озброєння
Під час війни німці охоче використовували також трофейну техніку. В африканському корпусі на озброєнні також були трофейні англійські танки: Pz Mk II 478 (e) — піхотні танки Matilda Mk II
Pz Mk III 479 (e) — піхотні танки Valentine Mk III

### Боєздатні моделі
Серія танків PzKpfw:
- PzKpfw I — легкий танк; виробництво: 1933—1937 (1574 машин); використання: 1934 — кінець 1940-х.
- PzKpfw II — легкий танк; виробництво: 1935—942 (~ 2000 машин); використання: 1935 — кінець 1950-х.
- PzKpfw || «Рись» — легкий танк; виробництво 1943—1944 (104 машини); використання: 1943—1945.
- PzKpfw III — середній танк; виробництво: 1938—1943 (5865 машин); використання: 1939 — середина 1944.
- PzKpfw IV — середній танк; виробництво: 1937—945 (8686 машин); використання: 1939—1945.
- PzKpfw V «Пантера» — середній танк (основний); виробництво: 1943—1945 (5976 машин); використання: 1943 — кінець 1940-х.
- PzKpfw Vl «Тигр I» — важкий танк; виробництво: середина 1942 року — середина 1944 (1 356 машин).
- PzKpfw Vl «Тигр II» — важкий танк; виробництво: середина 1942 року — середина 1944 (489 машин).
- PzKpfw 35 (t) — легкий танк; виробництво (Чехословаччина): 1936—1938 (434 машин); використання: 1936 — початок 1950-х.
- PzKpfw 38 (t) — легкий танк; виробництво (Чехословаччина): 1938—1942 (~1400 машин); використання: 1939 — середина 1950-х.

Танки серії «Штурмгешуц»:
- StuG III — середня САУ класу штурмових гармат; виробництво: 1939—1944 (9346 машин); використання: 1940—1967.
- StuG IV — середня САУ класу штурмових гармат; виробництво: 1943—1945 (~1150 машин); використання: 1943—1945.
- StuG 33B — середня САУ класу штурмових гармат; виробництво: 1941—1942 (24 машин); використання: 1942—1944.
- StuH 42 — середня САУ класу штурмових гармат; виробництво: 1942—1944 (1212 машин); використання: 1942—1945.

Танки серії «Ягд»:
- Ягдпантера — важка САУ класу винищувачів танків; виробництво: 1943—1945 (415 машин).
- Ягдтигр — важка САУ класу винищувачів танків; виробництво: 1943—1945 (~77 машин).

Інші САУ:
- Гетцер — легка САУ класу винищувачів танків; виробництво (Чехословаччина): 1944—1951 (3145 машин); використання: 1944—1972.
- Nashorn — середня САУ класу винищувачів танків; виробництво: 1943—1945 (494 машин); використання: 1943—1945.
- Фердинанд — важка САУ класу винищувачів танків; виробництво: 1943—1945 (88 машин).

### Трофейна техніка

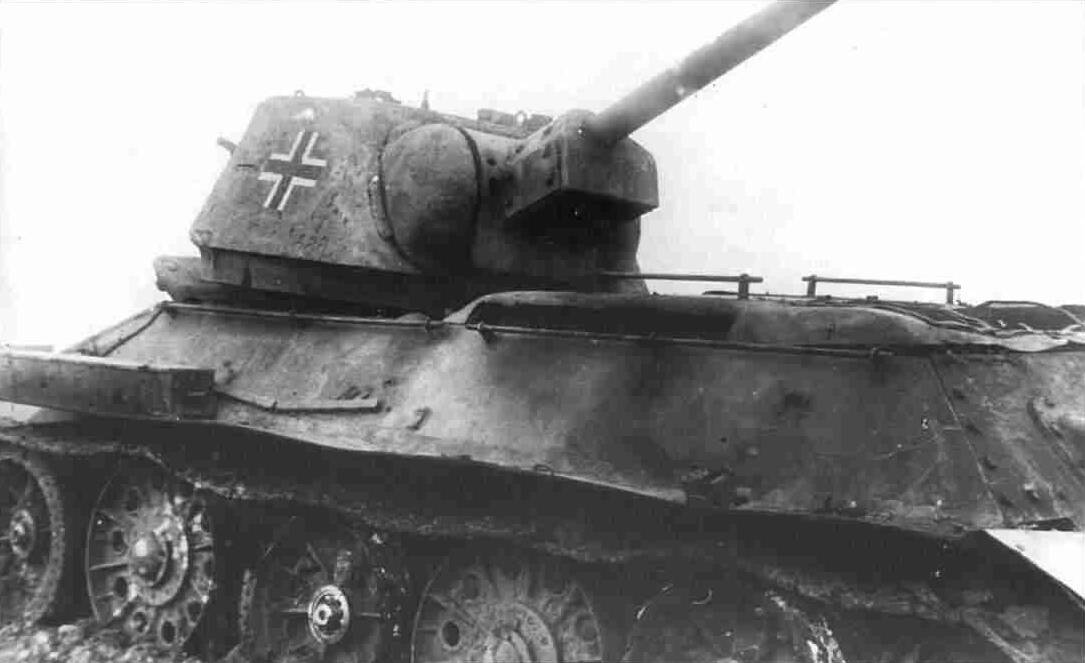
Т-34 радянського виробництва, захоплений 2-ю танковою дивізією СС «Райх» і підбитий під час Курської битви радянською артилерією. Липень 1943 року, Курська дуга.

Трофейні радянські танки використовувалися під позначеннями: Panzerkampfwagen KV-IA 753 (r) — КВ-1(Sturm)Panzerkampfwagen KV-II 754 (r) — КВ-2Panzerkampfwagen KV-IB 755 (r) — КВ-1сPanzerkampfwagen 746 (r) — Т-28
У 1941 році в 1-й, 8-й і 11-ї танкових дивізіях використовувалися трофейні радянські Т-34.
У 1943 році у 2-й танкової дивізії СС «Райх» на озброєнні було 25 танків Т-34, вони брали участь у битві на Курській дузі (у тому числі 8 з них — у битві під Прохорівкою). Трофейними радянськими танками спочатку був озброєний протитанковий дивізіон, який до початку Курської битви перетворили в 3-й танковий батальйон 2-го танкового полку дивізії СС «Райх» (нім. III. Abteilung/SS-Panzer-Regiment 2). Німецьке командування було змушене зробити це, щоб замінити 1-й батальйон 2-го танкового полку СС, який 17 квітня 1943 року повернувся до Німеччини для отримання нової техніки (танків «Пантера») і повернувся на фронт вже після завершення Курської битви.
За деякими даними, на 31 травня 1943 року в танкових дивізіях було не більше сотні трофейних радянських танків, у тому числі 4 Т-70, 2 КВ-1 і 59 Т-34.

### Інше озброєння
- Nahverteidigungswaffe — «зброя ближньої оборони». Була звичайною протипіхотною зброєю, встановлювалося на танк або самохідну гармату й забезпечувала захист бойової машини від піхоти противника. Використовувалося замість пістолетних портів, що послаблюють броньовий захист. Це була мортирка калібром 92 мм, що заряджалася розривними зарядами. Вона вистрілювала невелику гранату на висоту близько 3 метрів, де вона вибухала, уражаючи все навколо шрапнеллю та металевими кульками. Вважалася дуже ефективним засобом для очищення довколишнього простору від піхоти противника. Встановлювалася на САУ «Ягдпантера».

- Циммерит

## Виробництво
У 1941 р. виробили 2300, а в 1942 р. — 3600 легких броньованих машин різного призначення.
Усього за роки війни танкобудівна промисловість Німеччини виготовила приблизно 25 тис. середніх танків, у той час як союзники — близько 200 тис.

## Письменство
- Г. Гудериан. Внимание, танки! История создания танковых войск, 1937
- Г. Гудериан. Воспоминания солдата, 1951
- Г. Гудериан. Танки, вперед!, 1956
- Г. Гудериан. Воспоминания немецкого генерала. Танковые войска Германии во Второй мировой войне 1939—1945. / пер. с нем. М., ЗАО «Центрполиграф», 2013.
- Г. Гот. Танковые операции. — Смоленск: «Русич», 1999.
- Э. фон Манштейн. Утерянные победы. — М.: АСТ; Ростов н/Д: Феникс, 1999.
- Ф. В. фон Меллентин Бронированный кулак вермахта. Смоленск: «Русич», 1999. 528 с. («Мир в войнах»), ISBN 5-8138-0088-3
- Драбкин А. Я дрался с Панцерваффе. «Двойной оклад — тройная смерть!». — М.: Яуза, Эксмо, 2007. — (Война и мы). — 10 000 экз. — ISBN 978-5-699-20524-0.
- Андрей Лобанов. Танковые войска Гитлера. Первая энциклопедия панцерваффе. — Изд. второе, переработанное и дополненное, М. «Яуза», «Эксмо», 2010. ISBN 978-5-699-39768-6
- Исаев А. В., Коломиец М. В. Разгром 6-й танковой армии СС. Могила Панцерваффе. — М.: Яуза, Эксмо, Стратегия КМ, 2009. — 160 с. — ISBN 978-5-699-34808-4
- Мельтюхов М. И. Упущенный шанс Сталина. Советский Союз и борьба за Европу: 1939—1941 (Документы, факты, суждения). — М. : Вече, 2000. — 608 с. — ISBN 5-7838-0590-4.
- Митчем С. Танковые легионы Гитлера